# Селіштя (Арджеш)
Селіштя (рум. Săliștea) — село у повіті Арджеш в Румунії. Входить до складу комуни Уда.
Село розташоване на відстані 127 км на північний захід від Бухареста, 20 км на захід від Пітешть, 87 км на північний схід від Крайови, 117 км на південний захід від Брашова.

## Населення
За даними перепису населення 2002 року у селі проживали 393 особи, усі — румуни. Рідною мовою 392 особи (99,7%) назвали румунську.